# Julián Arina
Julián Arina Ibarrola (Viana, Navarra, España, 2 de enero de 1938) artista y cantante español, apodado "El estilista de la jota navarra" desde que el gran maestro Santiago Castaños de Barona le escuchase cantar a principios de la década de 1950 y quedase impresionado con su estilo personal y diferente.

## Inicios
Hijo de agricultores, desde muy niño comenzó a cantar y, sin cumplir los diez años ya paseaba la jota por todos los rincones de la geografía navarra. Nacido en Viana, ciudad de amplia tradición jotera y cuna de otros artistas de renombre como el genial Jesús Molviedro "Bulerías" o más recientemente su propio sobrino Javier, no era de extrañar que dirigiese sus pasos artísticos hacia los senderos de la jota navarra.

## Madurez
A partir de finales de los años 1950 ya dedicó su vida a su actividad artística, recorriendo España y Portugal con sus jotas, cruzando los Pirineos para actuar en Francia y cruzar el charco hasta América Latina.
En 1973 une su camino con el del genial segunda voz Jesús Crespo "Faico" de Murchante, que ya era considerado la mejor segunda voz al ser uno de los componentes del dúo "Faico y Josefina" llamando al nuevo dúo, como no, "Los estilistas de la jota" que se mantuvo durante diez gloriosos años.
Posteriormente creó un nuevo grupo de jotas con su sobrino Javier
El 30 de octubre de 1994 recibió un merecido homenaje en su Viana natal en el que se concentraron la flor y nata de la jota navarra.

## Actualidad
El paso de los años no ha mermado sus facultades y a pesar de su edad continúa en activo como lo demuestra el hecho de que sigue siendo considerado la referencia en eventos tan importantes y multitudinarios como el homenaje a Antonio García en Rincón de Soto (La Rioja)